# Roberto Maltagliati
Roberto Maltagliati (Cuggiono, 7 de abril de 1969) é um ex-futebolista italiano que joga como defensor.
Sua carreira, iniciada em 1989 no Corsico, tem ligações fortes com o Torino, onde atuou entre 1994 e 2000. Ele também atuou por Solbiatese, Parma, Piacenza, Ancona, Cagliari, Spezia e Canavese.
Maltagliati pendurou as chuteiras em 2010, quando jogava pelo Marano Calcio, equipe que disputa a Promozione Piemontese, um campeonato amador da região do Piemonte.